# NGC 4744
NGC 4744 ist eine Linsenförmige Galaxie vom Hubble-Typ SB0-a im Sternbild Zentaur am Südsternhimmel. Sie ist schätzungsweise 142 Millionen Lichtjahre von der Milchstraße entfernt und hat einen Durchmesser von etwa 90.000 Lichtjahren. Im selben Himmelsareal befinden sich u. a. die Galaxien NGC 4706, NGC 4729, NGC 4730, NGC 4743.
Das Objekt wurde am 3. März 1867 von John Herschel mit einem 18–Zoll–Spiegelteleskop entdeckt, der sie mit „F, L, E, gbM; has two more nebulae preceding, a little to south“ beschrieb.